# Arco triunfal (iglesia)

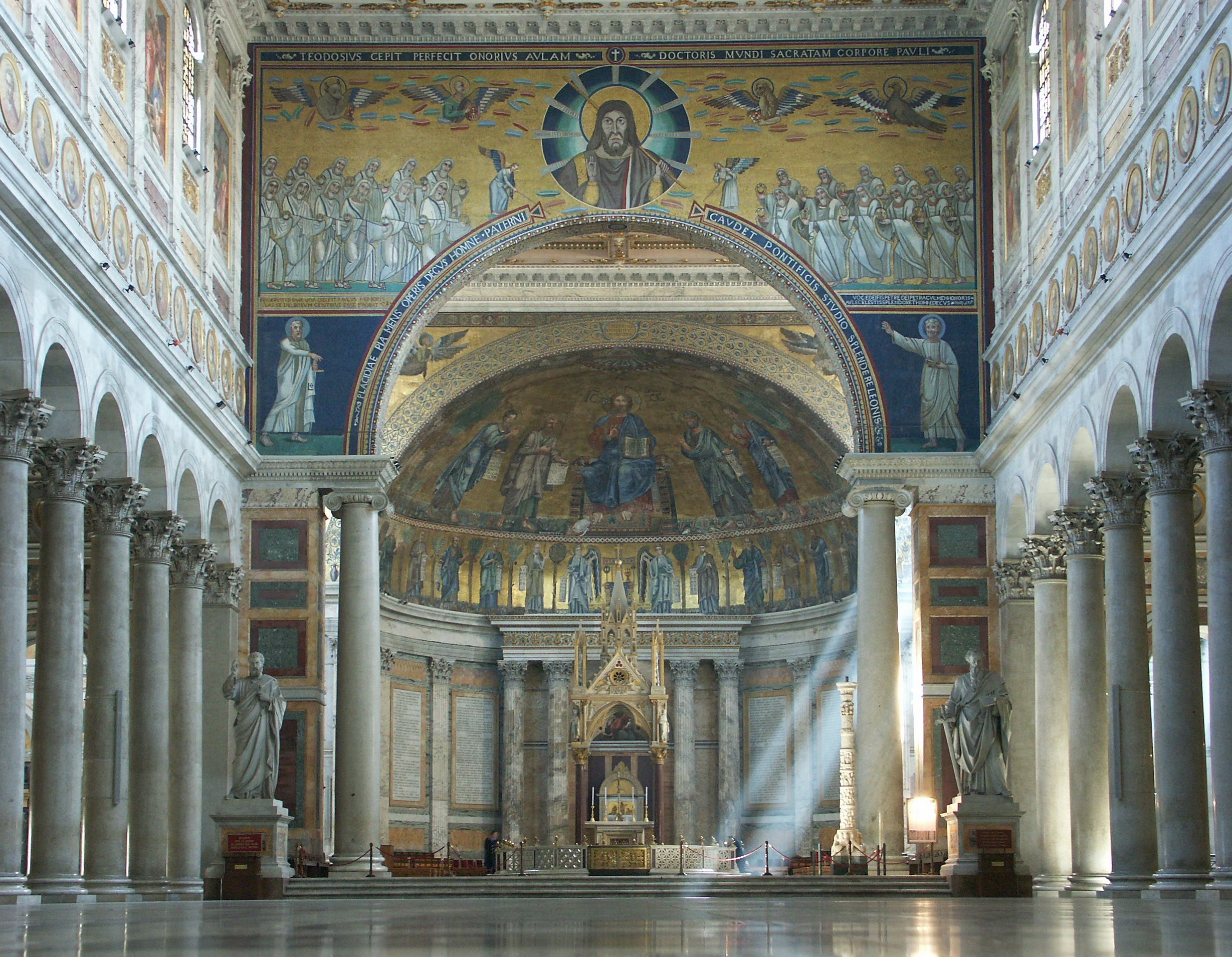
Arco triunfal de la Basílica de San Pablo Extramuros en Roma.

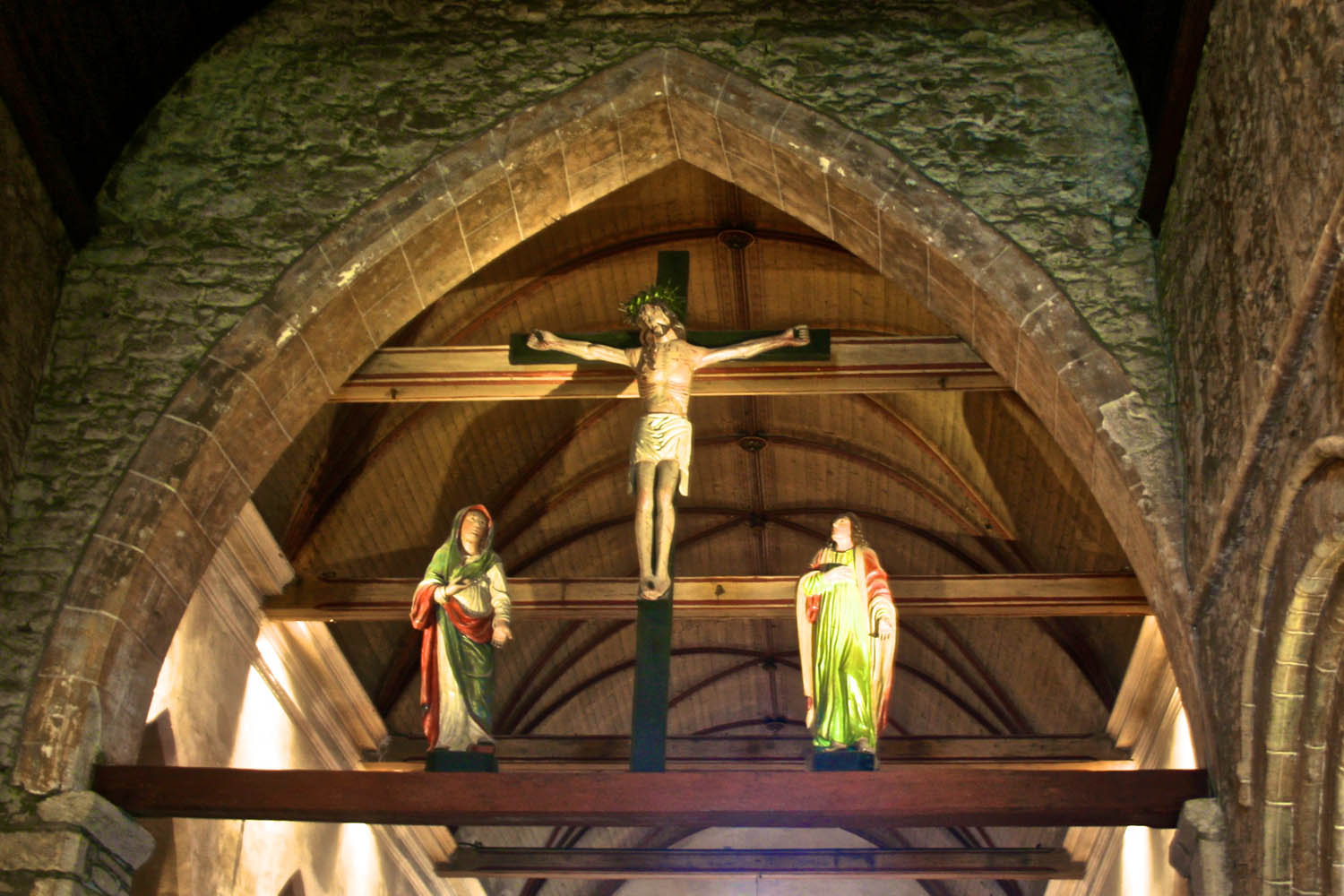
Iglesia de Santiago, Perros-Guirec (Côtes-d'Armor): arco triunfal y viga de gloria.

Un arco triunfal (algunas veces llamado arco santo), en arquitectura religiosa, es un arco que comunica la nave con el presbiterio o el espacio absidal de una iglesia.
El arco triunfal puede estar decorado con frescos o mosaicos, y representa simbólicamente la entrada de Jesucristo al mundo y su victoria sobre el mal y la muerte.
En algunos casos, el arco triunfal también puede constituir una 'reducción' del propio presbiterio, cubierto con una bóveda de cañón.

## Historia
Está presente, sobre todo, en la arquitectura paleocristiana, medieval y barroca. Probablemente, proviene del arco de triunfo romano.

### Arquitectura paleocristiana
En la arquitectura cristiana primitiva, los lados de los arcos triunfales que daban a la congregación solían estar cubiertos de preciosos mosaicos, que solían representar a Cristo triunfante, a los apóstoles o historias bíblicas.
Ejemplos bien conocidos de estos arcos triunfales se pueden encontrar en:
- San Juan de Letrán
- San Lorenzo Extramuros
- San Pablo Extramuros
- Santa María la Mayor
- Santa Práxedes

### Arquitectura medieval

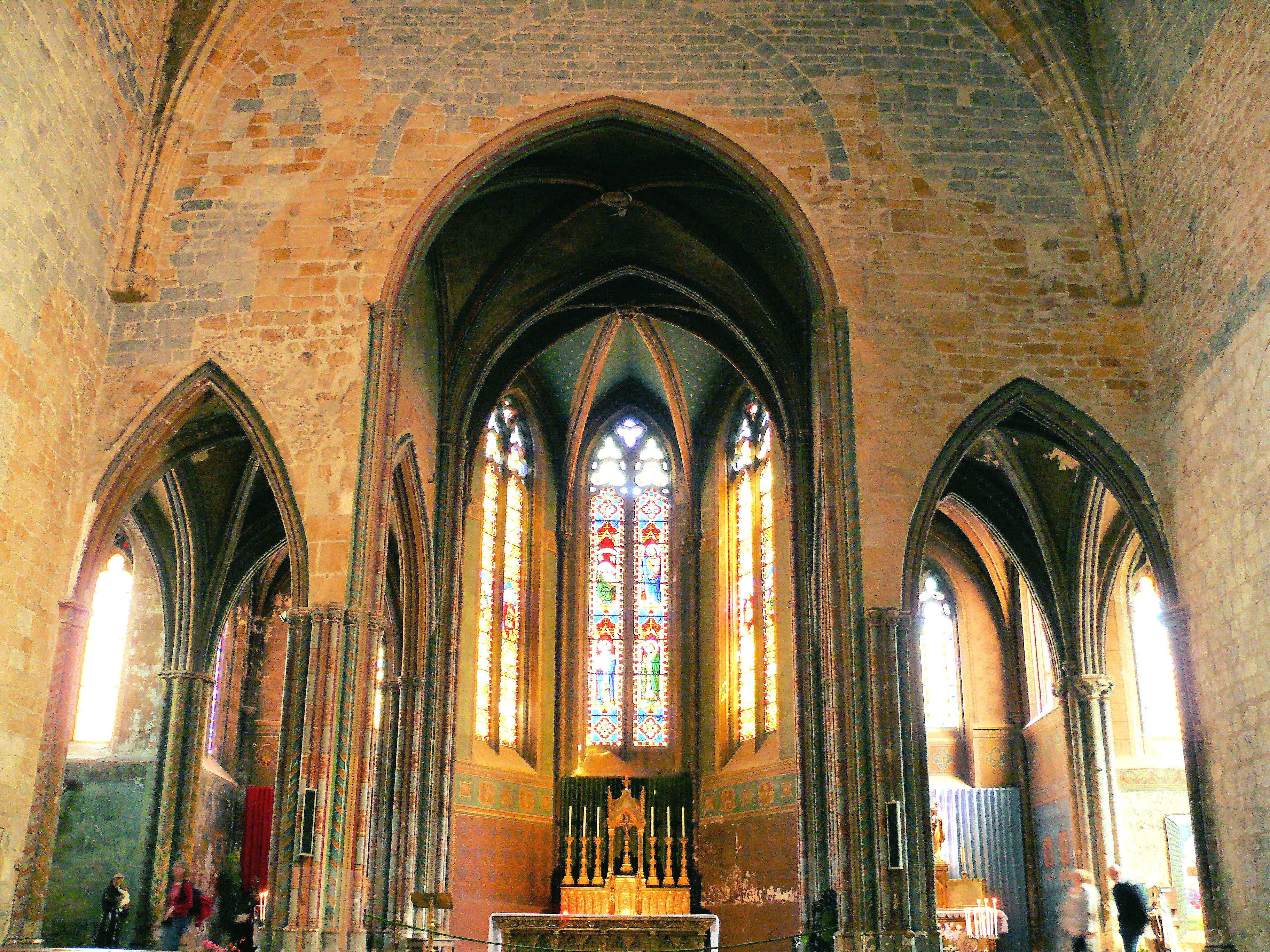
Arco triunfal en la iglesia de San Pedro en Orthez, Francia.

En la arquitectura medieval, el arco de la entrada del coro, normalmente el arco del crucero oriental, se denomina arco triunfal. A veces se caracterizaba por tener una "cruz triunfal" en el interior y/o rematada por una espadaña en el exterior. A veces también se denomina arco triunfal al arco del crucero occidental, especialmente cuando adopta la forma de tres arcos.